# Christine Quinn

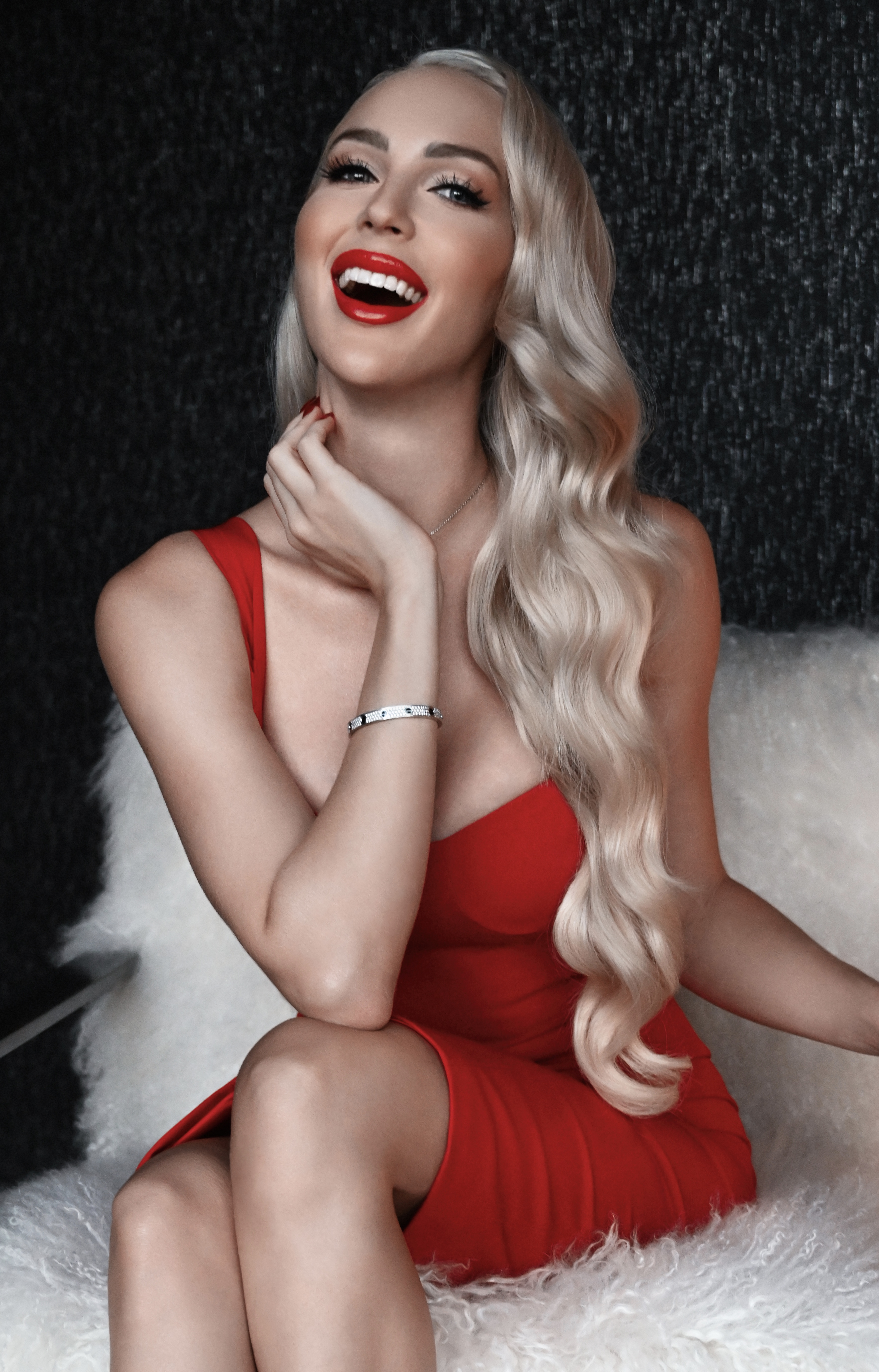

Christine Bently Quinn (Dallas, 14 de outubro de 1988) é uma atriz, empresária, modelo e agente imobiliária estadunidense. Conhecida pela sua participação em Selling Sunset, reality show da Netflix.

## Vida e Carreira
Christine Bently Quinn nasceu no dia 14 de outubro de 1988 em Dallas, Texas, filha de Paul, engenheiro mecânico, e Barbara Quinn. 
Devido a sua mãe, Barbara, ser duplamente sobrevivente de câncer e possuir síndrome de Raynaud, Christine foi posta em ensino doméstico afim de passar mais tempo em família, entretanto, a mesma não conseguiu manter o ensino e matriculou a filha em uma escola "alternativa", onde conviveu em um ambiente composto por drogas, gravidez infantil, gangues e outras situações desagradáveis. Estes fatos levaram Christine a ser presa aos 17 anos por posse de maconha.
Aos 25 anos, Quinn mudou-se para Los Angeles para investir em sua carreira de modelo e atriz. 
Em 2014 juntou-se ao Oppenheim Group como uma agente imobiliária, onde em 2019 ganhou fama com o reality show Selling Sunset.

## Vida Pessoal e Polémicas
Christine é conhecida pelas falas polémicas em Selling Sunset, onde tornou-se uma forte personalidade do reality por não medir palavras e seus looks.
Christine casou-se com Christian Richard em 2019 e tem um filho nascido maio de 2021.

## Filmografia
2019 - Selling Sunset - Ela mesma
2016 - The Perfect Match - Ivanna
2016 - Angie Tribeca - Pretty Young Woman
2015 - Investigação Criminal: Los Angeles - Mrs. Claus
2015 - Jacuzzi: O Desastre do Tempo 2 - Christine
2014 - De Corpo e Alma - Ally Roth
2013 - Terapia de Choque - Marnie
2013 - The First Family - Ashley Baumgarder
2012 - Cubicle Cowboy - Stephanie
2011 - Humans vs Zombies - Megan
2011 - Medo Profundo - Jess
2010 - Cidade Infernal - Dançarina
2010 - O Pai das Invenções - Lisa